# Vidovo
Vidovo, település Szerbiában, a Raškai körzet Novi Pazar községében.

## Népesség
- 1948-ban 150 lakosa volt.
- 1953-ban 153 lakosa volt.
- 1961-ben 170 lakosa volt.
- 1971-ben 156 lakosa volt.
- 1981-ben 140 lakosa volt.
- 1991-ben 108 lakosa volt.
- 2002-ben 90 lakosa volt, akik közül 89 szerb és 1 ismeretlen.